# Xã Lime Creek, Quận Washington, Iowa
Xã Lime Creek (tiếng Anh: Lime Creek Township) là một xã thuộc quận Washington, tiểu bang Iowa, Hoa Kỳ. Năm 2010, dân số của xã này là 2.203 người.